# ダンビラムーチョ
ダンビラムーチョは、吉本興業（東京本社）所属のお笑いコンビ。2011年4月結成。NSC東京校16期生。M-1グランプリ2023、キングオブコント2024ファイナリスト。

## メンバー
大原 優一（おおはら ゆういち、1989年11月6日 - ）（35歳）
ボケ担当、立ち位置は向かって左。
- 山梨県甲府市出身。
- 甲府市立北東中学校、山梨県立甲府東高等学校、東洋大学社会学部メディアコミュニケーション学科卒業。
- 芸人という仕事に憧れを持ったきっかけとして、学園祭にジョイマンが来たことを挙げている。
- 斎藤司（トレンディエンジェル）率いる、堂本剛（KinKi Kids）に憧れる芸人で結成された「堂本剛軍団」の一員。現在は解散している。
- 薄幸（納言）、アミ（当時ポンループ）、野澤輸出（当時ダイヤモンド）とルームシェアをしていた。
- TRFのものまねユニット「イージードゥダンサーズ」のメンバー。ハイトーンボイスを活かしボーカルのYU-KI役(YU-KI野菜)を担当。他のメンバーはグリフォン國松・しょーこ（元ブービーマドンナ）・太田隆司（いぬ）・TOKU（元鶏あえず）。M-1グランプリ2017・2018・2019では3回戦進出。
- 2023年11月3日に行われたヴァンフォーレ甲府VSロアッソ熊本の試合前イベントで、甲府が勝利した際には「ピーター・ウタカ」に改名すると宣言。その後甲府が勝利したものの未だ改名していない。
- 読売ジャイアンツのファンで、M-1グランプリ2023決勝戦のネタ終わりに笑神籤（えみくじ）を担当した岡本和真にサインを求め、実際にサインをしてもらった。
- 一人っ子で、両親は教師をしている。
- ヨシモト∞ドーム発のアイドルユニット『艶◆DANSHI』のメンバー。
- 2024年の夏の甲子園で「大社旋風」を巻き起こした大社高校野球部監督の石飛文太に似ていると話題となった。
- 2025年2月下旬より劇場公演やテレビ出演を見合わせ、活動を自粛していたが、同年4月にオンラインカジノで賭博をしたとして単純賭博容疑で書類送検。6月2日までに東京簡裁から罰金10万円の略式命令を受けた。6月8日、自身のSNSで活動再開を発表。

原田 フニャオ（はらだ ふにゃお、1989年5月19日 - ）（36歳）
ツッコミ担当、立ち位置は向かって右。
- 長野県諏訪市出身。
- 諏訪市立高島小学校、諏訪市立上諏訪中学校、 長野県諏訪二葉高等学校 、東洋大学社会学部（イブニングコース）卒業。
- 本名：原田 吉洋（はらだ よしひろ）
- 2018年に現在の芸名に改名した。
- 2人の兄と1人の姉の4人兄弟の末っ子。一番上の兄（9つ差）はラヴィット!にも出演したことがある。
- 大学の先輩である若林正恭（オードリー）に顔が似ている。
- 芸人を目指したきっかけとして、大学受験がうまくいかなかった時に、笑い飯の漫才を見て元気が出たことを挙げている。
- 大原と同様に2023年11月3日、「原田 ジェトゥリオ」への改名を公表。その後レギュラー出演中の『ててて！TV』にて一度だけ「原田 ジェトゥリオ」として出演したが、それ以降は原田フニャオとして出演している。本人は「山梨ネーム」としている。

## 来歴
- 2人は東洋大学社会学部の同級生で共にNSC東京校へ16期生として入学。大学時代からNSCには通っており、大原は留年を繰り返した末に2015年に卒業している[3]。大原は昼間部、原田は夜間部の学生であった。
- 2人ともお笑いが好きであったことから仲良くなりコンビを結成。ネタは2人で作成している[4]。
- コンビ名は、スクウェア・エニックスのゲームシリーズ『ドラゴンクエストシリーズ』に登場する同名のモンスターの名前が由来。
- 2016年4月のヨシモト∞ホール「彩〜irodori〜Battle」でランキングシステムの最上位「Member」へと昇格しそれ以降はヨシモト∞ホールを中心に活動。2018年12月、ファーストクラスに昇格[17]。
- M-1グランプリには2010年より出場しており2018、2022年で準決勝進出を経て、2023年に初の決勝進出を果たした。またキングオブコントでも2018年に準々決勝[18]、2020年から3年連続で準決勝に進出し、2024年に初の決勝進出。2019年の上方漫才協会大賞では文芸部門賞を受賞した[19]。
- 大原の地元山梨県のローカルテレビ番組に2016年からレギュラー出演しており、ホームとして大事にしている。将来の目標として山梨県に劇場を作ることを挙げている[20]。

## 芸風
- 主に正統派のコント漫才。大原が繰り出すハイトーンの激しめなボケに原田が翻弄されるのが特徴。大原の歌唱力を武器にした歌ネタ漫才も多く、M-1グランプリ2023でも歌ネタで決勝に進出した[21]。
- 頻度は少ないがコントをすることもある。キングオブコント2024決勝にて披露した「冨安四発太鼓」は大きな反響を呼んだ[22][23]。
- YouTubeでは2人とも野球経験者であることを活かした「野球部あるある」のショートコント動画を投稿しており[24]、それを原型としたコントもある。

## 賞レース成績

### M-1グランプリ
| 年度（回）       | 結果         | エントリー No. | 備考                          |
| ---------------- | ------------ | -------------- | ----------------------------- |
| 2010年（第10回） | 1回戦敗退    | 1546           | NSC在学中                     |
| 2015年（第11回） | 準々決勝進出 | 1511           |                               |
| 2016年（第12回） | 3回戦進出    | 383            |                               |
| 2017年（第13回） | 3回戦進出    | 679            |                               |
| 2018年（第14回） | 準決勝進出   | 746            | 予選22位、敗者復活戦13位      |
| 2019年（第15回） | 準々決勝進出 | 1357           |                               |
| 2020年（第16回） | 2回戦敗退    | 365            | 特例シード                    |
| 2021年（第17回） | 準々決勝進出 | 1226           |                               |
| 2022年（第18回） | 準決勝進出   | 1772           | 敗者復活戦9位                 |
| 2023年（第19回） | 決勝8位      | 2066           | 決勝キャッチフレーズ「M-POP」 |
| 2024年（第20回） | 準決勝進出   | 5360           | 敗者復活戦進出                |

### キングオブコント
| 年度（回）       | 結果         | 備考                                      |
| ---------------- | ------------ | ----------------------------------------- |
| 2018年（第11回） | 準々決勝進出 |                                           |
| 2019年（第12回） | 1回戦敗退    |                                           |
| 2020年（第13回） | 準決勝進出   |                                           |
| 2021年（第14回） | 準決勝進出   |                                           |
| 2022年（第15回） | 準決勝進出   |                                           |
| 2023年（第16回） | 準々決勝進出 |                                           |
| 2024年（第17回） | 決勝6位      | キャッチコピー 「自由形エンターテイナー」 |
| 2025年（第18回） | 準々決勝進出 |                                           |

### その他
- 2017年 笑あがき 優勝
- 2019年 第5回マイナビ Laughter Nightグランドチャンピオン大会 - 決勝進出
- 2019年 上方漫才協会大賞 文芸部門賞
- 2021年 やまなしお笑いグランプリ 優勝

## 主なメディア出演

### 現在のレギュラー番組

#### テレビ
- ててて!TV（山梨放送、2016年4月 - ）- レギュラー
- ラヴィット!（TBSテレビ、2022年12月12日 - ）- 不定期出演
- 駅テレマルシェ（長野朝日放送、2024年4月 - ）- 月1レギュラー

#### ラジオ
- 稲村亜美とダンビラムーチョの野球のハナシ （YBSラジオ、2022年1月 - ）レギュラー
- もう中学生のおラジオ中 （SBCラジオ、2022年10月8日 - ）- 原田のみ、隔週出演

### 過去の出演
テレビ
- ドリームクリエイター（テレビ東京、2013年2月13日-3月28日）大原のみ、にぎやかしメンバー
- 笑あがき〜崖っぷち芸人成り上がり実録〜 （NHK総合テレビジョン、2017年11月4日 - 11月18日） - 品川庄司の後輩芸人として出演し、番組内で行われたネタバトルで優勝。
- スポさま（BSテレビ東京、2019年10月20日 - 2020年3月29日）準レギュラー
- もう中学生のおグッズ!（テレビ朝日、2021年10月5日 - 2022年9月27日）大原のみ、ナレーション

ラジオ
- スイスイサタデー〜カロ・ソリーゾ!（ニッポン放送、2017年9月10日）
- マイナビ Laughter Night（TBSラジオ） - 2018年12月度月間チャンピオン
- 芸人お試しラジオ「デドコロ」（火曜会、2021年6月 - 7月）- 原田のみ、メインパーソナリティであるもう中学生のアシスタントとして出演
- はみだし しゃべくりラジオ キックス（YBSラジオ）2020年12月9日 - 2021年3月24日 水曜レギュラー・2022年4月 - 2023年3月 木曜レギュラー

## 単独ライブ
- 「かっとばせ！ダンビラくん」ヨシモト∞ホール（2015年8月9日）
- 「ダンビラさんとこのムーチョくん」ルミネtheよしもと（2016年8月29日）
- 「大リーガーよしひろ 〜少年パーシーとの約束〜」ヨシモト∞ホール（2018年4月21日）
- 「ダンビラムーチョ コント名鑑2024」ヨシモト∞ホール（2024年5月25日）